# Kanton Grandrieu
Der Kanton Grandrieu ist seit 1790 ein französischer Wahlkreis im Arrondissement Mende im Département Lozère in der Region Okzitanien; sein Hauptort ist Grandrieu.

## Gemeinden
Der Kanton besteht aus 19 Gemeinden mit insgesamt 4981 Einwohnern (Stand: 1. Januar 2022) auf einer Gesamtfläche von 591,32 km²:
| Gemeinde                   | Einwohner 1. Januar 2022 | Fläche km² | Dichte Einw./km² | Code INSEE | Postleitzahl |
| -------------------------- | ------------------------ | ---------- | ---------------- | ---------- | ------------ |
| Allenc                     | 264                      | 38,58      | 7                | 48003      | 48190        |
| Arzenc-de-Randon           | 189                      | 69,20      | 3                | 48008      | 48170        |
| Badaroux                   | 960                      | 20,72      | 46               | 48013      | 48000        |
| Bel-Air-Val-d’Ance         | 540                      | 41,40      | 13               | 48038      | 48600        |
| Chadenet                   | 122                      | 12,96      | 9                | 48037      | 48190        |
| Châteauneuf-de-Randon      | 518                      | 24,49      | 21               | 48043      | 48170        |
| Chaudeyrac                 | 288                      | 44,10      | 7                | 48045      | 48170        |
| Grandrieu                  | 742                      | 65,37      | 11               | 48070      | 48600        |
| La Panouse                 | 86                       | 37,83      | 2                | 48108      | 48600        |
| Laubert                    | 102                      | 14,28      | 7                | 48082      | 48170        |
| Le Born                    | 156                      | 30,21      | 5                | 48029      | 48000        |
| Montbel                    | 147                      | 22,87      | 6                | 48100      | 48170        |
| Pelouse                    | 229                      | 32,98      | 7                | 48111      | 48000        |
| Pierrefiche                | 160                      | 16,82      | 10               | 48112      | 48300        |
| Saint-Frézal-d’Albuges     | 61                       | 17,20      | 4                | 48151      | 48170        |
| Saint-Jean-la-Fouillouse   | 126                      | 29,27      | 4                | 48160      | 48170        |
| Saint-Paul-le-Froid        | 134                      | 44,17      | 3                | 48174      | 48600        |
| Saint-Sauveur-de-Ginestoux | 60                       | 22,14      | 3                | 48182      | 48170        |
| Sainte-Hélène              | 97                       | 6,73       | 14               | 48157      | 48190        |
| Kanton Grandrieu           | 4.981                    | 591,32     | 8                | 4806       | –            |

Bis zur landesweiten Neuordnung der französischen Kantone im März 2015 gehörten zum Kanton Grandrieu die sieben Gemeinden Chambon-le-Château, Grandrieu, La Panouse, Laval-Atger, Saint-Bonnet-de-Montauroux, Saint-Paul-le-Froid und Saint-Symphorien. Sein Zuschnitt entsprach einer Fläche von 220,77 km2. Er besaß vor 2015 einen anderen INSEE-Code als heute, nämlich 4809.

## Veränderungen im Gemeindebestand seit der landesweiten Neuordnung der Kantone
2019: Fusion Chambon-le-Château und Saint-Symphorien → Bel-Air-Val-d’Ance
2017: Fusion Bagnols-les-Bains (Kanton Saint-Étienne-du-Valdonnez), Belvezet, Chasseradès  (Kanton Saint-Étienne-du-Valdonnez), Le Bleymard (Kanton Saint-Étienne-du-Valdonnez), Mas-d’Orcières (Kanton Saint-Étienne-du-Valdonnez) und Saint-Julien-du-Tournel (Kanton Saint-Étienne-du-Valdonnez) → Mont Lozère et Goulet